# Уколово (Износковский район)
Уколово — деревня в Износковском районе Калужской области Российской Федерации. Входит в состав сельского поселения «Село Износки».
Укол — просторечная форма греческого имени Вукол, что означает пастух.

## Физико-географическое положение
Стоит на берегах реки Сеговка и автодороги 29К-013, соединяющей Курганы (трасса А 130) и Износки. Ближайшие населенные пункты — деревня Дороховая и Алешня.

## История
Относилось к исторической Морозовской волости Медынского уезда.
В 1782 году Уколово — дворцовая деревня Морозовской волости Медынского уезда, на речке Безымянного ручья.
По спискам населенных мест Калужской губернии от 1863 года Уколово — казенная деревня 2 стана Медынского уезда.
В конце XIX веке значится как деревня Уколово, Дороховской волости 2-го стана Медынского уезда.